# Jeanne d'Arc (roman, 1925)
Pour les articles homonymes, voir Jeanne d'Arc (homonymie).
Jeanne d'Arc est un roman de Joseph Delteil publié en 1925 aux éditions Grasset et ayant reçu la même année le prix Femina. 
L'année suivante le livre fut réédité avec des illustrations de Louis Touchagues, puis en 1927, au Livre moderne illustré avec des bois de François-Martin Salvat.

## Résumé
L'histoire de Jeanne d'Arc racontée de façon assez anticonformiste.

## Éditions
- Jeanne d'Arc, éditions Grasset, 1925.